# Sabrina (film, 1954)
Sabrina är en amerikansk romantisk dramakomedifilm från 1954 i regi av Billy Wilder. I huvudrollerna ses Audrey Hepburn, Humphrey Bogart och William Holden. År 1995 gjordes en nyinspelning av filmen, med Julia Ormond, Harrison Ford och Greg Kinnear.

## Handling
Unga Sabrina bor med sin far som är chaufför åt den förmögna familjen Larrabee. Sabrina förälskar sig i den bortskämde och flitigt uppvaktade David Larrabee. Han märker henne förstås inte och för att glömma honom åker Sabrina till Paris ett år. När hon återvänder, har ankungen förvandlats till en svan och David uppvaktar henne. Men Davids äldre bror Linus, flitig och arbetsam, vill att David gifter in sig i en annan förmögen familj och börjar själv uppvakta Sabrina för att få henne ur vägen.

## Om filmen
Trots att Hubert de Givenchy designade Audrey Hepburns kläder tog Edith Head åt sig äran för dessa. Klädtermen sabrinadekolletage härrör från denna film. Filmen tilldelades en Oscar för bästa kostym och var nominerad i flera andra kategorier; bland dem bästa kvinnliga huvudroll, bästa regi och bästa foto.

## Rollista i urval

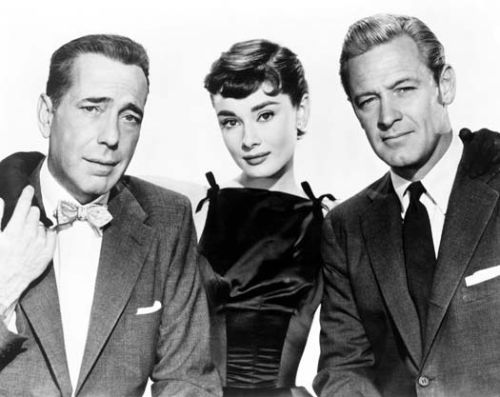
Huvudrollsinnehavarna: Humphrey Bogart, Audrey Hepburn och William Holden.

- Audrey Hepburn – Sabrina Fairchild
- William Holden – David Larrabee
- Humphrey Bogart – Linus Larrabee
- Walter Hampden – Oliver Larrabee
- John Williams – Thomas Fairchild
- Martha Hyer – Elizabeth
- Marcel Dalio – Baron St. Fontanel

## Musik i filmen (urval)
- "La Vie en rose", text: Édith Piaf, musik: Louiguy[1]